# Haplothrix andrewesi
Haplothrix andrewesi là một loài bọ cánh cứng trong họ Cerambycidae.